# BabelNet
BabelNet é uma rede semântica e uma ontologia lexicalizada e multilíngua. A BabelNet foi criada automaticamente através da vinculação da maior enciclopédia multilíngua do mundo, a Wikipédia, e a mais popular rede lexical em língua inglesa, a WordNet. Esta integração foi feita através do mapeamento e do preenchimento automáticos das entradas lexicalizadas inexistentes, em línguas que não possuem recursos computacionais disponíveis, com a ajuda de métodos de tradução automática estatística. O resultado é um "dicionário enciclopédico" que provê conceitos e entidades mencionadas lexicalizadas em várias línguas e conectadas com grandes quantidades de relações semânticas.  Analogamente à WordNet, a BabelNet agrupa palavras de diferentes línguas em conjuntos de sinônimos, chamados Babel synsets. Para cada Babel synset, a BabelNet prevê definições curtas ou glosas, em várias línguas diferentes, obtidas através do processamento automático da WordNet e da Wikipédia.

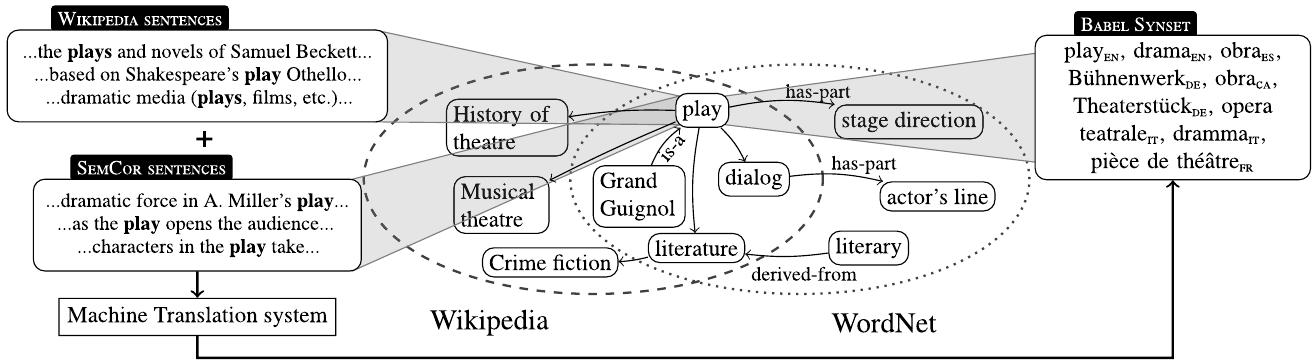
A BabelNet é uma rede semântica multilíngua construída através da integração entre a WordNet e a Wikipédia.

## Estatísticas
Até outubro de 2013, a BabelNet (versão 2.0) está disponível em 50 línguas, incluindo todas as línguas europeias, a maioria das línguas asiáticas e também o Latim. BabelNet 2.0 contém mais de 9 milhões de Babel synsets e cerca de 50 milhões de significados de palavras, incluindo todas as línguas. Cada Babel synset possui em média 5,5 sinônimos (i.e. significados). A rede semântica inclui todas as relações léxico-semânticas da WordNet (hiperonímia e hiponímia, holonímia e meronímia, sinonímia e antonímia, etc.), totalizando cerca de 364,000 relações, assim como relações de proximidade subespecificadas da Wikipédia, totalizando cerca de 262 milhões de relações. A versão 2.0 associa ainda 7,7 milhões de imagens aos Babel synsets e provê codificação no formato Lemon RDF.

## Aplicações
A BabelNet tem sido usada de forma a integrar aplicações multilíngua de Processamento de Linguagem Natural. O conhecimento lexicalizado disponível na BabelNet tem permitido a obtenção de resultados de estado da arte nas áreas de parentesco semântico e desambiguação multilíngua.